# Czajcze (Mielno)
Czajcze (deutsch Deep, auch Kösliner Deep) ist ein Fischerdorf in der Stadt-und-Land-Gemeinde Mielno (Großmöllen) in der polnischen Woiwodschaft Westpommern.

## Geographische Lage
Die Ortschaft liegt in Hinterpommern, auf der 500 bis 700 Meter breiten Nehrung zwischen dem Jamunder See (polnisch Jamno) und der Ostsee, etwa zwölf Kilometer nördlich von Köslin (Koszalin). Nachbarorte sind Unieście (Nest) im Südwesten und Łazy (Laase) im Osten.
|  |

## Geschichte

Deep an der Ostseeküste auf der Nehrung zwischen Jamunder See und Ostsee, nördlich der Stadt Köslin, auf einer Landkarte von 1910

Das alte Fischerdorf ist um die Wende vom 14. zum 15. Jahrhundert erbaut und nach dem in der Nähe befindlichen fließenden Verbindungskanal Tief oder Deep benannt worden, durch den Wasser aus dem Jamunder See in die Ostsee abfließt. Bei dem großen Sturm von 1552 wurden von den 21 vorhandenen Katen sechs zerstört. 1784 gab es in Deep 13 Fischerkaten, einen Schulmeister und 13 Feuerstellen (Haushaltungen).  1864 standen in Deep 21 Katen, in denen 24 Familien und insgesamt 117 Einwohner lebten. Die Fischer betrieben Küstenfischerei an der Ostsee und im Sommer wie im Winter auch Fischerei auf dem Jamunder See. Als Brennmaterial wurde Torf verwendet, der im Puddemdorfer Moor gestochen wurde. 
Bis 1945 bildete Deep eine Landgemeinde im Kreis Köslin in der preußischen Provinz Pommern. Deep war dem Amtsbezirk Jamund zugeordnet.
Gegen Ende des Zweiten Weltkriegs geriet Deep im Frühjahr 1945 während der Kriegshandlungen in einen Kessel und wurde schließlich von der Roten Armee besetzt. Anschließend wurde die Region – wie ganz Hinterpommern – von der Sowjetunion  der Volksrepublik Polen zur Verwaltung überlassen. Der deutsche Ort Deep erhielt den polnischen Namen Czajcze. In den Folgemonaten wurden die Alteinwohner von der polnischen Administration aus Deep vertrieben.

### Bevölkerungsentwicklung
| Jahr | Einwohner | Anmerkungen                                |
| ---- | --------- | ------------------------------------------ |
| 1864 | 117       | in 24 Familien, verteilt auf 21 Wohnhäuser |
| 1925 | 131       | darunter 130 Evangelische und ein Katholik |
| 1933 | 137       | [ 4 ]                                      |
| 1939 | 120       | [ 4 ]                                      |